# World Series of Poker 1979
Le World Series of Poker 1979 furono la decima edizione della manifestazione. Si tennero dall'11 al 27 maggio presso il casinò Binion's Horseshoe di Las Vegas.
Il vincitore del Main Event fu Hal Fowler, primo amatore a vincere le WSOP.

## Eventi preliminari
| Evento                                    | Vincitore                     | Premio  | Ultimo giocatore eliminato |
| ----------------------------------------- | ----------------------------- | ------- | -------------------------- |
| $10.000 Deuce to Seven Draw               | Bobby Baldwin                 | $90.000 | Byron "Cowboy" Wolford     |
| $500 Seven Card Stud                      | Gary Berland                  | $24.000 | Sconosciuto                |
| $1.000 Seven Card Stud Split              | Gary Berland                  | $20.400 | Unknown                    |
| $600 Mixed Doubles                        | Doyle Brunson & Starla Brodie | $4.500  | Sconosciuto                |
| $400 Seven Card Stud riservato alle donne | Barbara Freer                 | $12.720 | Sconosciuto                |
| $1.500 No Limit Hold'em                   | Perry Green                   | $76.500 | Jim Bechtel                |
| $1.000 Ace to Five Draw                   | Lakewood Louie                | $22.200 | Sconosciuto                |
| $2.000 Draw High                          | Lakewood Louie                | $22.800 | Unknown                    |
| $1.000 Razz                               | Sam Mastrogiannis             | $22.200 | Sconosciuto                |
| $5.000 Seven Card Stud                    | Johnny Moss                   | $48.000 | Sconosciuto                |
| $1.000 No Limit Hold'em                   | Dewey Tomko                   | $48.000 | Duanne Hammrich            |

## Main Event
I partecipanti al Main Event furono 54. Ciascuno di essi pagò un buy-in di 10.000 dollari.
Per la prima volta nella storia delle WSOP un giocatore riuscì a chiudere una royal flush (scala reale massima) nel Main Event: a riuscirci fu Lakewood Louie, con una royal flush di quadri.

### Tavolo finale
| Piazzamento | Nome               | Premio   |
| ----------- | ------------------ | -------- |
| 1°          | Hal Fowler         | $270.000 |
| 2°          | Bobby Hoff         | $108.000 |
| 3°          | George Huber       | $81.000  |
| 4°          | Sam Moon           | $54.000  |
| 5°          | Johnny Moss        | $27.000  |
| 6°          | David "Chip" Reese | Nessuno  |